# Offadens
Offadens is een geslacht van haften (Ephemeroptera) uit de familie Baetidae.

## Soorten
Het geslacht Offadens omvat de volgende soorten:
- Offadens confluens
- Offadens frater
- Offadens sobrinus
- Offadens soror